# República autónoma del Epiro del Norte
La República Autónoma De Epiro del Norte (en griego: Αυτόνομος Δημοκρατία της Βορείου Ηπείρου, Aftónomos Dimokratía tis Voreíou Ipeírou) fue una entidad autónoma de corta duración, fundada el 28 de febrero de 1914 tras las guerras de los Balcanes por los griegos que vivían al sur de Albania (griegos de Albania).
El área, conocida como «Epiro del Norte» por los griegos y con una importante población griega, fue tomada por el Ejército griego durante la Primera Guerra de los Balcanes (1912–1913); sin embargo, el Protocolo de Florencia lo había asignado para el recién fundado Estado albanés. Esta decisión fue rechazada por los griegos locales y, cuando el Ejército griego se replegó a la nueva frontera, un gobierno autónomo fue fundado en Gjirokastra bajo la dirección de Georgios Christakis-Zografos, un distinguido político griego local y exministro de Asuntos Exteriores y, con apoyo tácito, de Grecia.
En mayo, la autonomía fue confirmado por las potencias con el Protocolo de Corfú. El acuerdo aseguraba que la región tuviera su propio gobierno, reconocía los derechos de la población local y proporcionó autogobierno bajo una soberanía nominal albanesa; sin embargo, nunca fue implementada debido a que, en agosto, el gobierno albanés colapsó. El Ejército griego volvió a ocupar la zona en octubre de 1914, tras el estallido de la Primera Guerra Mundial. Epiro del Norte sería cedido a Grecia después de la guerra, pero el retiro del apoyo italiano y la derrota griega en la campaña de Asia Menor resultó en su cesión final a Albania en noviembre de 1921. En 1925, las fronteras de Albania fueron fijadas por el Protocolo de Florencia y Grecia abandonó todo reclamo concerniente al Epiro del Norte.

## Antecedentes

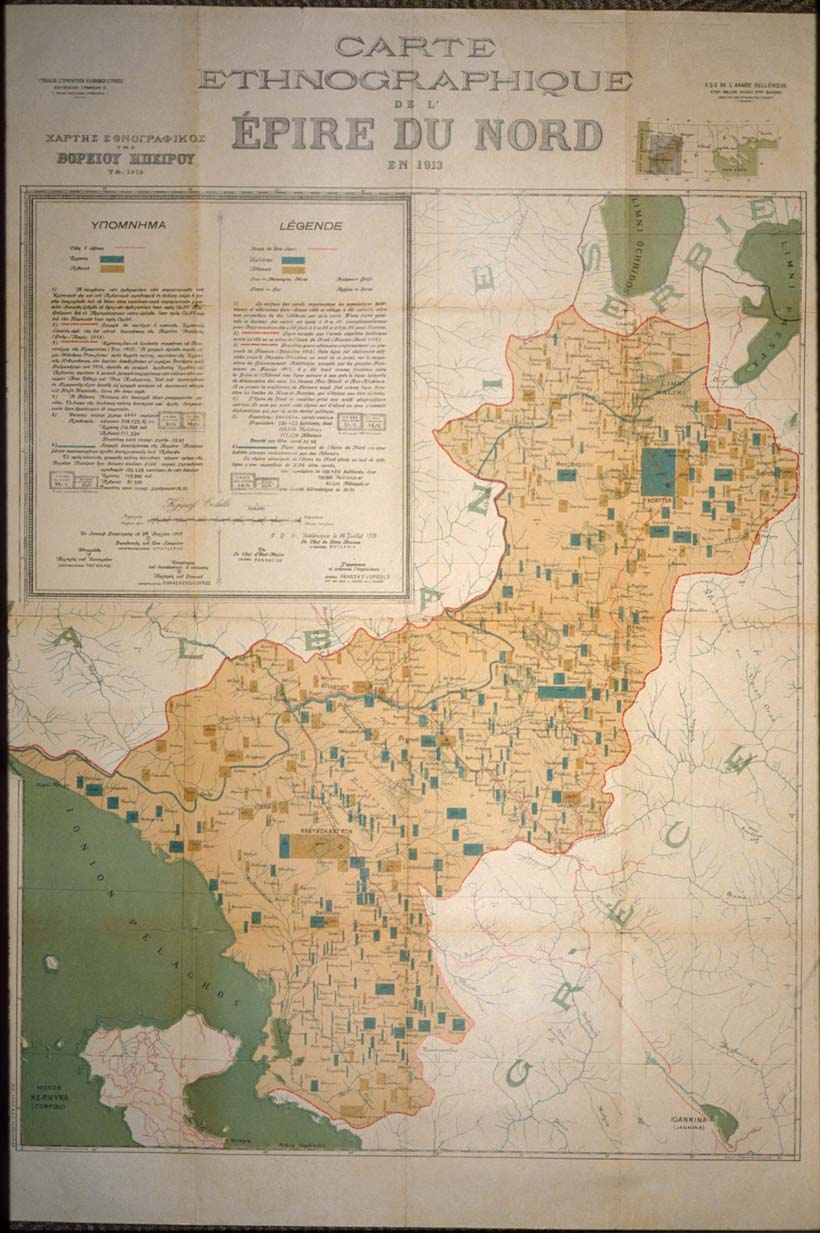
Mapa etnográfico de Epiro del Norte en 1913, presentado por Grecia en la Conferencia de Paz de París (1919).

### Epiro del Norte y las guerras de los Balcanes
En marzo de 1913, durante la Primera Guerra de los Balcanes, el Ejército griego, luego de traspasar las fortificaciones otomanas en Bizani, liberó Ioánina y avanzó poco después más al norte. Desde el 5 de noviembre de 1912, Himarë estaba bajo control griego, luego de que un lugareño, el mayor de la Gendarmería Spyros Spyromilios, liderara una exitosa revuelta sin enfrentar resistencia en un inicio. Al final de la guerra, las Fuerzas Armadas griegas controlaban la mayor parte de la región histórica del Epiro, llegando hasta una línea de las Montañas Ceraunianas (sobre Himarë) en la costa jónica del lago Prespa, al este. Al mismo, el movimiento independentista albanés aprovechó la ocasión. El 28 de noviembre de 1912, en Vlorë, Ismail Qemali declaró la independencia de Albania y, pronto, se formó un gobierno provisional; sin embargo, este ejerció su autoridad solamente en el área inmediatamente alrededor de Vlorë. Para el resto del territorio, el general otomano Mehmet Esat Bülkat formó la República de Albania Central en Durrës, mientras que los clanes conservadores albaneses todavía esperaban un gobernante otomano. La mayor parte de la región que formaría el Estado albanés estaba ocupada por los griegos en el sur y por los serbios en el norte.
El último censo otomano llevado a cabo en 1908 contó a 128.000 cristianos ortodoxos y a 95.000 musulmanes en la región. De la población ortodoxa, un estimado entre 30.000 y 47.000 hablaba exclusivamente griego. El resto de la comunidad ortodoxa era bilingüe: hablaba patois albanés en casa y había sido educado solamente en griego. Además, expresaron un fuerte sentimiento pro-griego y fueron los primeros que apoyaron el posterior movimiento autonomista. Considerando estas condiciones, la lealtad en el Epiro del Norte al gobierno albanés, comandado por una variedad en competencia de líderes exclusivamente musulmanes, no podía ser garantizada.

### Delineación de la frontera griego-albanesa

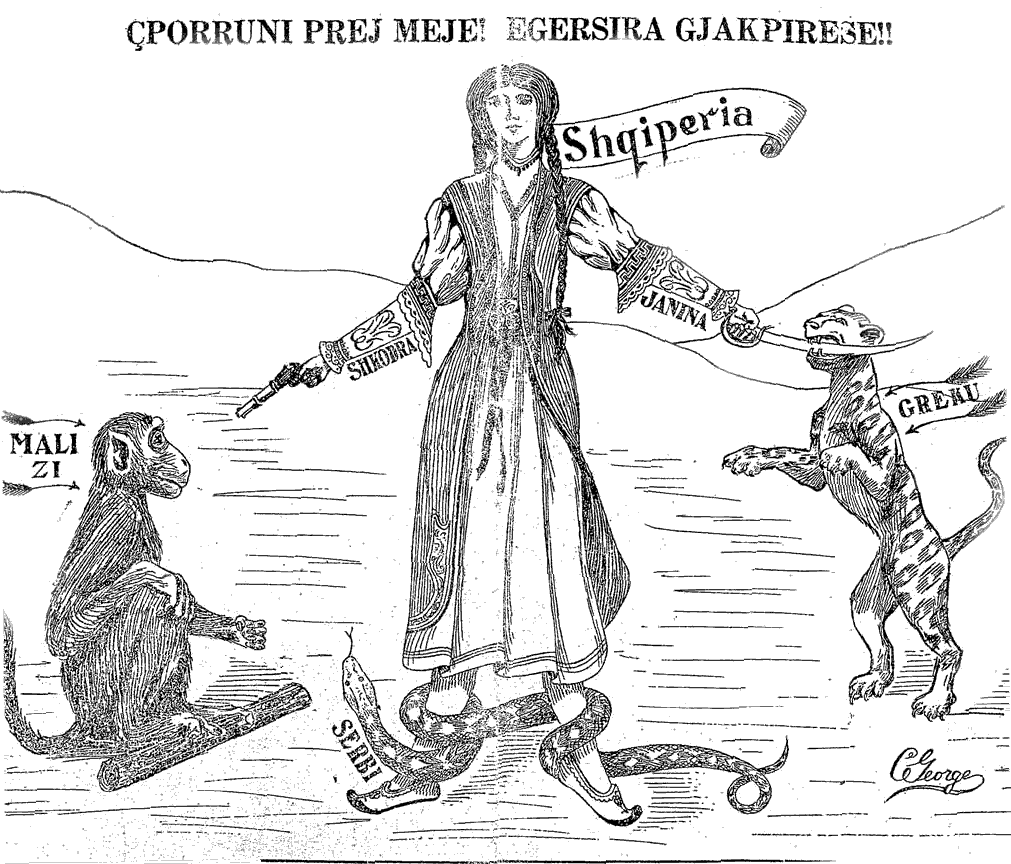
Caricatura albanesa que muestra a Albania como una mujer que se defiende de sus países vecinos: Montenegro (el mono), Grecia (el leopardo) y Serbia (la serpiente), a quienes dice «¡Dejénme! ¡Bestias succionadoras de sangre!»

El concepto de un Estado albanés independiente fue apoyada por las grandes potencias europeas, especialmente, por Austria-Hungría e Italia. Ambas potencias estaban buscando controlar Albania que, en palabras del ministro de Asuntos Exteriores italiano, Tommaso Tittoni, le daría a cualquier «supremacía indisputable en el Adriático.» La posesión serbia de Shkodër y la posibilidad de que la frontera griega corriera unas cuentas millas al sur de Vlorë fue, por tanto, fuertemente resistida por estos Estados.
En septiembre de 1913, una Comisión Internacional de las potencias europeas acordó que determinaría la frontera entre Grecia y Albania. Bajo presión italiana y austro-húngara, se decidió que la región del Epiro del Norte debía ser cedida a Albania. Los delegados de la comisión se alinearon en dos campos: los de Italia y Austria-Hungría insistieron en que los distritos eran albaneses, mientras que los de la Triple Entente (Reino Unido, Francia y el Imperio ruso) eran de la opinión que, si bien las generaciones más antiguas en algunas localidades hablaban albanés, toda la generación más joven era griega en su visión intelectual, sentimiento y aspiraciones.

### Protocolo de Florencia
Con la delimitación de los límites exactos del nuevo Estado, la región del Epiro del Norte fue entregada a Albania, bajo los términos del Protocolo de Florencia, firmado el 17 de diciembre de 1913. Por tanto, el 21 de febrero de 1914, los embajadores de las potencias entregaron una nota para el Gobierno griego en la que solicitaban la evacuación del área por parte del Ejército griego. El primer ministro griego, Eleftherios Venizelos, accedió a esta petición con la esperanza de una solución favorable para el otro problema pendiente de Grecia: el reconocimiento de la soberanía griega sobre las islas del Egeo Septentrional.